# Jacksonville Jaguars
Die Jacksonville Jaguars sind ein American-Football-Team der National Football League (NFL) und spielen dort in der Southern Division der American Football Conference (AFC). Das Team ist in Jacksonville, Florida, beheimatet, und wurde 1995 gemeinsam mit den Carolina Panthers als Expansion Team in die NFL aufgenommen. Gemeinsam mit den Detroit Lions, den Cleveland Browns und den Houston Texans sind sie eines von vier NFL-Teams, die noch nie an einem Super Bowl teilnahmen.
Ihre Heimspiele tragen die Jaguars seit 1995 im TIAA Bank Field aus. Die Cheerleader der Jaguars sind die Roars.

## Geschichte

### Gründung (1989–1994)
Jacksonville bemühte sich lange um ein NFL-Franchise, was 1989 in der Gründung von Touchdown Jacksonville! einer Gruppe von Unternehmern, mündete. Gruppenmitglieder waren unter anderem der spätere Gouverneur von Florida, Jeb Bush, und der spätere Eigentümer Wayne Weaver. 1991 verkündete die NFL, die Liga um zwei Franchises erweitern zu wollen. Es wäre die erste Erweiterung seit dem Beitritt der Seattle Seahawks und der Tampa Bay Buccaneers zur Saison 1976. Touchdown Jacksonville! reichte daraufhin offiziell einen Antrag auf ein NFL-Team ein und Jacksonville wurde letztendlich als einer von fünf Kandidaten ausgewählt. Weitere Bewerber waren Charlotte, St. Louis, Baltimore und Memphis. Da die Metropolregion und der TV-Markt kleiner waren und es in der Nähe bereits NFL-Teams gab, wurde Jacksonville als Außenseiter gehandelt. Nach dem Scheitern der Verhandlungen mit der Stadt Jacksonville zog Touchdown Jacksonville! im Juli 1991 die Bewerbung zurück.
Da Jacksonville weitere Vorzüge, wie etwa die hohe Beliebtheit des American Footballs und die große Unterstützung der Mannschaften der University of Florida und der Florida State University sowie das Wachstum des Südostens besaß, zog eine Gruppe, angeführt durch Wayne Weaver, die Kandidatur wieder in Betracht. Unterstützung bekam Jacksonville vom Commissioner der NFL, Paul Tagliabue, dem Präsidenten der NFL, Neil Austrian, dessen Vizepräsidenten, Roger Goodell, Bud Adams von den Houston Oilers, Rankin Smith von den Atlanta Falcons und Ken Hofmann von den Seattle Seahawks. Nach erfolgreichen Verhandlungen mit der Stadt, die zusagte, den Gator Bowl für 121 Millionen US-Dollar zu renovieren, und einem Vorabverkauf von 10.000 Dauerkarten, bewarb sich die Gruppe erneut.
Im Oktober 1993 bekam Charlotte als erstes den Zuschlag, womit die Carolina Panthers das 29. Team der NFL wurden. Obwohl St. Louis und Baltimore als Favoriten galten, entschieden sich am 30. November 1993 die Besitzer der NFL-Teams, für viele Beobachter überraschend, mit 26 zu 2 Stimmen für Jacksonville als 30. Franchise. Nach der Zusage entschied man sich gegen eine Renovierung des Gator Bowl und für einen Neubau. In den 19 ½ Monaten dauernden Bauarbeiten wurde der Gator Bowl abgerissen und das Jacksonville Municipal Stadium, heute TIAA Bank Field, aufgebaut.

### Die Tom-Coughlin-Ära (1995–2002)

#### 1995: Das erste Jahr

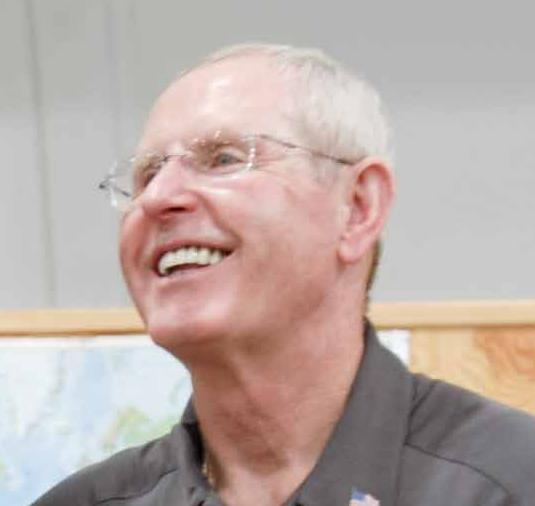
Tom Coughlin war der erste Head Coach der Jacksonville Jaguars.

Die Saison 1995 begann für die beiden neuen Klubs mit dem Expansion Draft. Als ersten Spieler drafteten die Jaguars Quarterback Steve Beuerlein, der jedoch seine Starting-Position an den ehemaligen Ersatzmann der Green Bay Packers, Mark Brunell, verlor. Mit Brunell, Offensive Lineman Tony Boselli, Runningback James Stewart und Wide Receiver Jimmy Smith befanden sich im Kader der Jaguars mehrere Spieler, die am Erfolg in den folgenden vier Saisons maßgeblichen Anteil hatten.
Das erste Spiel der Regular Season, das sie mit 3:10 gegen die Houston Oilers verloren, spielten die Jaguars am 3. September 1995 daheim vor 72.363 Zuschauern. Den ersten Sieg erreichten sie in der vierten Woche, als sie am 1. Oktober mit 17:16 in Houston gewannen. Im darauffolgenden Spiel gewannen die Jaguars das erste Heimspiel gegen die Pittsburgh Steelers mit 20:16. Sie besiegten den Gegner in noch zwei weiteren Spielen, darunter ein Spiel gegen die Cleveland Browns in der 17. Woche, dem letzten Spiel der Browns vor ihrem Umzug nach Baltimore und der damit verbundenen Umbenennung in Ravens. Mit vier Siegen brachen die Jaguars zwar den Rekord für die meisten Siege eines Expansion Teams, den die Cincinnati Bengals 1968 mit drei Siegen aufstellten, waren jedoch nicht der neue Rekordhalter, weil die Panthers ihre Saison mit sieben Siegen beendeten.

#### 1996: Die ersten Play-offs
Die Saison 1996 verlief zweigeteilt: Nach einer mäßigen ersten Hälfte gewannen die Jaguars sechs der letzten sieben Spiele und schlossen so mit einer Bilanz von neun Siegen und sieben Niederlagen ab. Quarterback Mark Brunell warf über 4000 Yards, und die Wide Receiver Keenan McCardell und Jimmy Smith erzielten jeweils einen Raumgewinn von über 1000 Yards. Die Jaguars brauchten für einen Platz in den Play-offs einen Sieg im letzten Spiel gegen die Atlanta Falcons, den sie erreichten, nachdem Morten Andersen, einer der erfolgreichsten Kicker in der Geschichte der NFL, einen Field-Goal-Versuch von Atlanta aus einer Entfernung von 30 Yards vergab, durch den Atlanta kurz vor Schluss in Führung gegangen wäre. Die Jaguars bekamen den fünften Setzplatz der AFC für die Play-offs.
In ihrem ersten Play-off-Spiel trafen die Jaguars auf die Buffalo Bills. Die Jaguars gewannen trotz der Außenseiterrolle mit 30:27 und trafen im folgenden Spiel auf die Denver Broncos. Die Broncos schlossen die Regular Season mit einer Bilanz von 13 Siegen und 3 Niederlagen ab und galten zu der Zeit als das beste Team der AFC. Obwohl die Broncos mit zwei Touchdowns im ersten Viertel früh in Führung gingen, dominierten die Jaguars, die am Ende das Spiel mit 30:27 gewannen. Dieser Erfolg gilt als eine der größten Überraschungen in der Play-off-Geschichte der NFL. Im AFC Championship Game endete die Siegesserie, als die Jaguars mit 6:20 gegen die New England Patriots verloren. Es war das erste Mal seit der Fusion der NFL und AFL 1970, dass zwei Expansion Teams gleichzeitig in einem Conference Championship Game spielten, da die Carolina Panthers in das NFC Championship Game einzogen, das sie gegen den späteren Super-Bowl-Sieger, die Green Bay Packers, verloren.

#### 1997–1999: Jahre des Erfolges
Die Saison 1997 der Jaguars verlief mit einer Bilanz von elf Siegen bei fünf Niederlagen positiv. Da die Pittsburgh Steelers die gleiche Bilanz hatten, kam es zu einem Divisional Tie-Breaker. Da Pittsburgh innerhalb der AFC Central das bessere Siegverhältnis hatte, wurden die Jaguars Zweite der Division und bekamen deshalb zum zweiten Mal in Folge den Setzplatz 5 der AFC. Für die Jaguars endete die Post-Season bereits in den Wildcard Play-offs, als sie gegen die Denver Broncos mit 17:42 verloren.
In der Saison 1998 gewannen die Jaguars ihren ersten Divisions-Titel, nachdem sie erneut elf Siege bei fünf Niederlagen erreichten. Sie wurden damit zum ersten Expansion Team, das in den ersten vier Saisons drei Mal die Play-offs erreichte. Im ersten Play-off-Spiel, was gleichzeitig das erste Heimspiel während der Play-offs darstellte, gewannen die Jaguars gegen die New England Patriots mit 25:10, schieden jedoch nach einer 24:34-Niederlage bereits im darauffolgenden Spiel gegen die New York Jets aus.
Die Saison 1999 war die bisher erfolgreichste der Jacksonville Jaguars. Die Regular Season endete mit einer Bilanz von 14 Siegen und 2 Niederlagen, dem bisher besten Ergebnis in ihrer Franchisegeschichte, wobei beide Niederlagen Spiele gegen die Tennessee Titans waren. Mit dieser Bilanz gewannen sie die AFC Central zum zweiten Mal in Folge und hatten dieses Mal die beste Bilanz der gesamten AFC. Die Jaguars gewannen mit 62:7 gegen die Miami Dolphins in den Divisional Play-offs, dem letzten NFL-Spiel von Dan Marino und Jimmy Johnson. Jacksonvilles 62 Punkte und 55-Punkte-Differenz sind die zweithöchsten in der Geschichte der NFL-Play-offs und Fred Taylors 90-Yard-Lauf im ersten Viertel ist der längste Lauf der Play-off-Geschichte.
Der Versuch, den Super-Bowl-Titel nach Jacksonville zu holen, endete erneut im AFC Championship Game, in dem die Jaguars wieder gegen die Tennessee Titans spielten. Nachdem die Jaguars zur Halbzeit mit 14:10 in Führung lagen, ließen sie in der zweiten Halbzeit 23 Punkte zu, ohne selber welche zu erzielen. Somit mussten sie alle drei Niederlagen dieser Saison gegen denselben Gegner hinnehmen. Diese Niederlage gilt als das Ende einer Ära der Jaguars, da die nächste Play-off-Teilnahme erst sechs Jahre später erfolgte.

#### 2000–2002: Das Ende einer Ära
In der folgenden Periode war die Geschichte der Jaguars geprägt durch sportlichen Misserfolg und Problemen mit dem Salary Cap, so lagen die Jaguars beispielsweise im Jahr 2000 mit 33 Millionen US-Dollar über dem angestrebten Salary Cap. In der Saison 2000 erlangten die Jaguars nur 7 Siege bei 9 Niederlagen, die Saison 2001 und 2002 beendeten sie mit einer Bilanz von 6 Siegen und 10 Niederlagen.
Nach der Saison 2002 wurde Head Coach Tom Coughlin nach acht Saisons entlassen, in denen er die Jaguars zu 68 Siegen, 60 Niederlagen und 4 Play-off-Teilnahmen geführt hatte. Nach der Umstrukturierung der NFL im Jahr 2002 und der damit verbundenen Aufteilung der Franchises in acht Divisions kamen die Jaguars mit den Indianapolis Colts, den Tennessee Titans und dem 2002er-Expansion-Team, den Houston Texans, in der Southern Division der AFC unter.

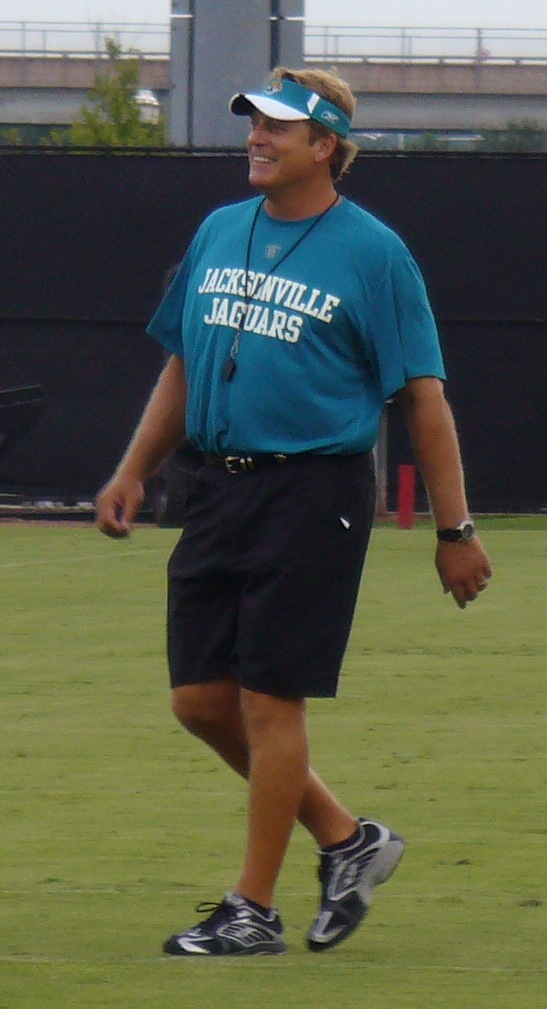
Jack del Rio war der zweite Head Coach der Jacksonville Jaguars.

### Die Jack-Del-Rio-Ära (2003–2011)

#### 2003–2004: Wiederaufbau
In der Saison 2003 verpflichteten die Jaguars Jack Del Rio als neuen Head Coach. Del Rio, der in den 1980er und 1990er Jahren als Linebacker spielte, legte großen Wert auf die Defense. Die Jaguars wählten Quarterback Byron Leftwich mit dem siebten Pick im NFL Draft, in den die Fans große Hoffnung setzten. In der zweiten Halbzeit des dritten Spiels dieser Saison wurde Leftwich für Brunell eingewechselt. Es war das letzte Mal, dass Brunell für die Jaguars spielte. Brunell erzielte 25.000 Yards für die Jaguars und wurde drei Mal in den Pro Bowl berufen. Dennoch wurden die Erwartungen nicht erfüllt, und die Jaguars beendeten die Saison mit vier Siegen und elf Niederlagen und verpassten so zum vierten Mal in Folge die Play-offs. Trotz der Lösung der Salary-Cap-Probleme dauerte der Wiederaufbau der Mannschaft länger als erwartet.
Die Saison 2004 beendeten die Jaguars mit neun Siegen bei sieben Niederlagen, die erste Saison seit 1999 mit mehr Siegen als Niederlagen. Die Defense der Jaguars galt mit den beiden Pro Bowlern Marcus Stroud und John Henderson als stark. Byron Leftwich legte eine solide Saison hin, was vor allem an der Abstimmung mit Runningback Fred Taylor und Receiver Jimmy Smith lag. Nach einer saisonbeendenden Verletzung von Taylor verloren die Jaguars zwei Spiele, was die Play-off-Teilnahme der Jaguars ausschloss und den Super Bowl im eigenen Stadion nicht mehr möglich machte. 2004 wurden die Jaguars zum ersten NFL-Team mit drei dunkelhäutigen Quarterbacks im Kader.

#### 2005–2007: Zurück in die Play-offs
2005 hofften die Jaguars, um den Divisions-Sieg zu spielen. Die Jaguars konnten in der Regular Season zwar 12 Siege erringen, da der Division-Konkurrent aus Indianapolis mehr Siege verzeichnete, wurde die Mannschaft aus Jacksonville jedoch nur Zweiter der AFC South, konnte sich aber für die Play-offs qualifizieren. Dort verloren die Jaguars jedoch bereits im ersten Spiel gegen die New England Patriots und schieden somit aus.

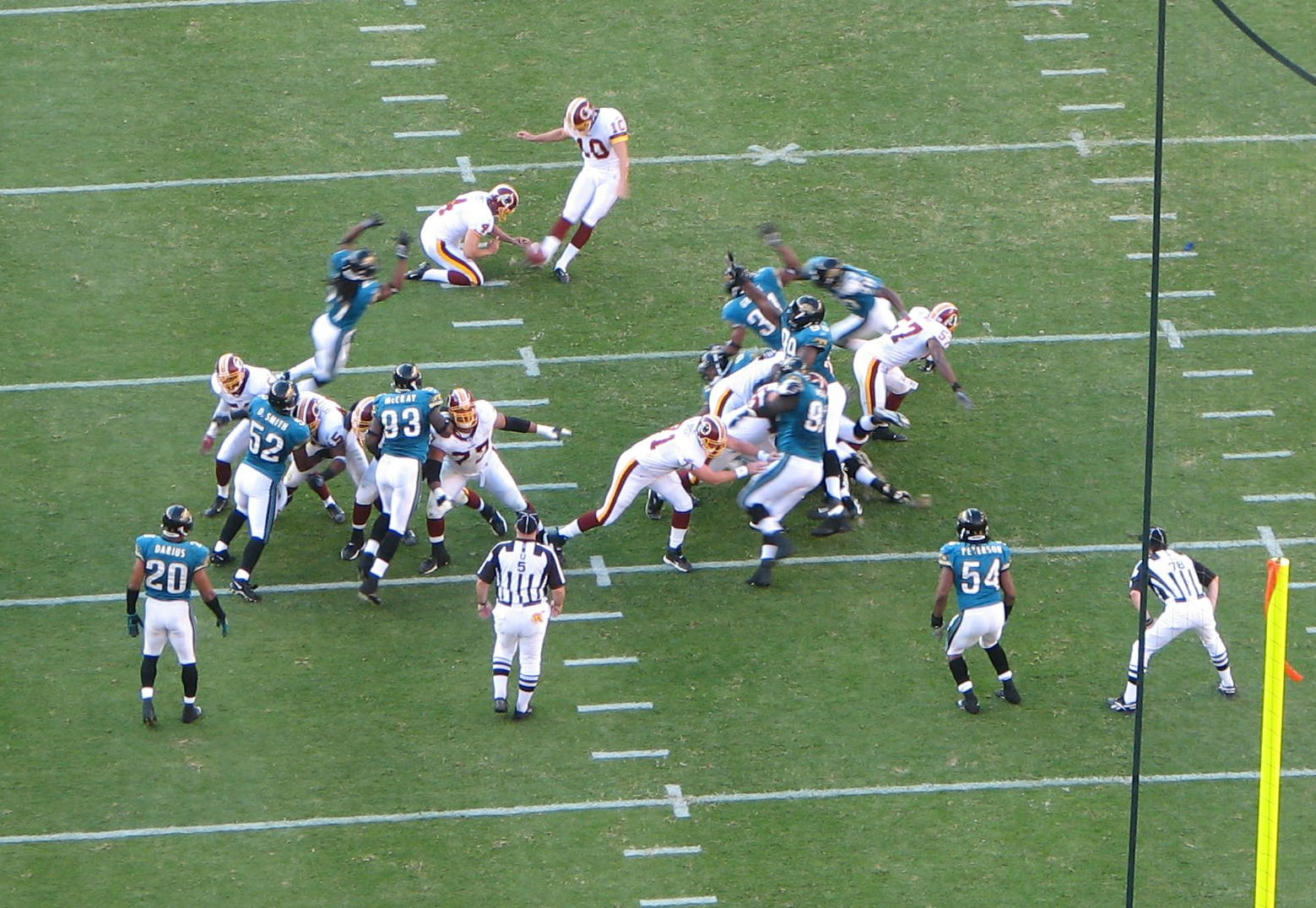
Washington Redskins gegen die Jacksonville Jaguars im Oktober 2006.

Durch den Erfolg in der vorangegangenen Saison waren die Jaguars zuversichtlich, in der Saison 2006 die Play-offs zu erreichen. Nach Verletzungen wichtiger Leistungsträger verschlechterten sich jedoch die Leistungen der Jaguars.
Sie beendeten die Saison mit acht Siegen und ebenso vielen Niederlagen, womit sie den Einzug in die Play-offs verpassten.
Nach größeren Umstrukturierungen des Kaders (so setzten die Jaguars den langjährigen Ersatzquarterback David Garrard als Starting-Quarterback ein und entließen Byron Leftwich) verlief die Saison 2007 erfolgreich. Garrard führte die Jaguars zu elf Siegen und fünf Niederlagen, was zur Teilnahme an den Play-offs führte. Am 5. Januar 2008 gewannen die Jaguars ihr erstes Play-off-Spiel seit acht Jahren, als sie die Pittsburgh Steelers mit 31:29 besiegten. Im darauffolgenden Divisional-Play-off-Spiel verloren die Jaguars gegen die in dieser Saison ungeschlagenen New England Patriots.

#### 2008–2011: Die letzten Jahre unter Jack del Rio
Die Saison 2008 begann mit der Verpflichtung des Wide Receivers Jerry Porter und der Rookie-Defensive-Ends Quentin Groves und Derrick Harvey. Journalisten wie etwa ESPN-Reporter Kevin Seifert trauten den Jaguars eine Super-Bowl-Teilnahme zu.
Die Jaguars konnten diese Erwartungen allerdings nicht erfüllen und beendeten die Saison mit fünf Siegen und elf Niederlagen. Große Probleme bereitete in der Saison eine Reihe von Ausfällen von Spielern der Offensive Line. So verletzten sich die Guards Vince Manuwai und Maurice Williams bereits im ersten Viertel des Saisoneröffnungsspiels, und Tackle Richard Collier musste seine Karriere beenden, nachdem er im September 2008 angegriffen und 14 mal angeschossen wurde. Center Brad Meester fehlte die ersten zwei Monate der Saison, und Guard Chris Naeole verletzte sich bereits im Training. 2008 verließ Fred Taylor die Jaguars nach elf Jahren und über 10.000 erlaufenen Yards in Richtung Boston.
Die Jaguars verpflichteten 2009 mit Gene Smith ihren ersten General Manager in der Franchisegeschichte. Dieser wählte im NFL Draft 2009 mit Eugene Monroe, Terrance Knighton, Derek Cox, Eben Britton und Mike Thomas mehrere Spieler, die in dieser Saison wichtige Leistungsträger wurden. Die Jaguars beendeten die Saison mit sieben Siegen und neun Niederlagen, womit sie erneut die Play-offs verpassten. Während der Offseason trennten sich die Jaguars im Rahmen ihrer Teamverjüngung von John Henderson und Reggie Hayward.

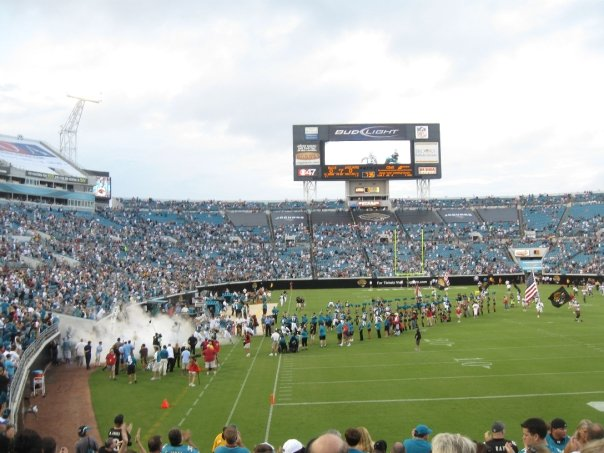
Einlauf der Jaguars (2009).

Die Saison 2010 schien für die Jaguars eine gute Saison zu werden. Runningback Maurice Jones-Drew erlief die zweitmeisten Yards der Liga und David Garrard warf 23 Touchdowns, ein Franchise-Rekord. Marcedes Lewis wurde für seinen ersten Pro Bowl nominiert, und die Jaguars hatten mit Terrance Knighton und Rookie Tyson Alualu eines der besten Defensive-Tackle-Duos. Anfang Dezember führten die Jaguars die AFC South noch an; nachdem sie jedoch die letzten drei Spiele verloren, wurden sie nur Zweiter und qualifizierten sich mit acht Siegen und genauso vielen Niederlagen nicht für die Play-offs.
Im Draft der Saison 2011 tauschten die Jaguars ihren Erst- und Zweitrunden-Pick, um den insgesamt zehnten Pick zu haben, mit dem sie den Quarterback Blaine Gabbert drafteten.
Am 6. September 2011 wurde kurz vor Saisonbeginn Quarterback David Garrard entlassen und Luke McCown wurde neuer Starting Quarterback. McCown startete in zwei Spielen, bevor er durch Blaine Gabbert ersetzt wurde. Die Offense der Jaguars war auch unter dem Rookie-Quarterback nicht erfolgreich, so verloren die Jaguars unter Gabbert die ersten vier Spiele in Folge und errangen den ersten Sieg erst im siebten Spiel gegen die Baltimore Ravens.
Am 29. November 2011 gab Besitzer Wayne Weaver die Entlassung Jack Del Rios bekannt, der in den ersten elf Spielen der Saison nur drei Mal gewann.

### Jahre der Veränderungen (2011–2012)

#### 2011–2012: Trainer- und Eigentümerwechsel

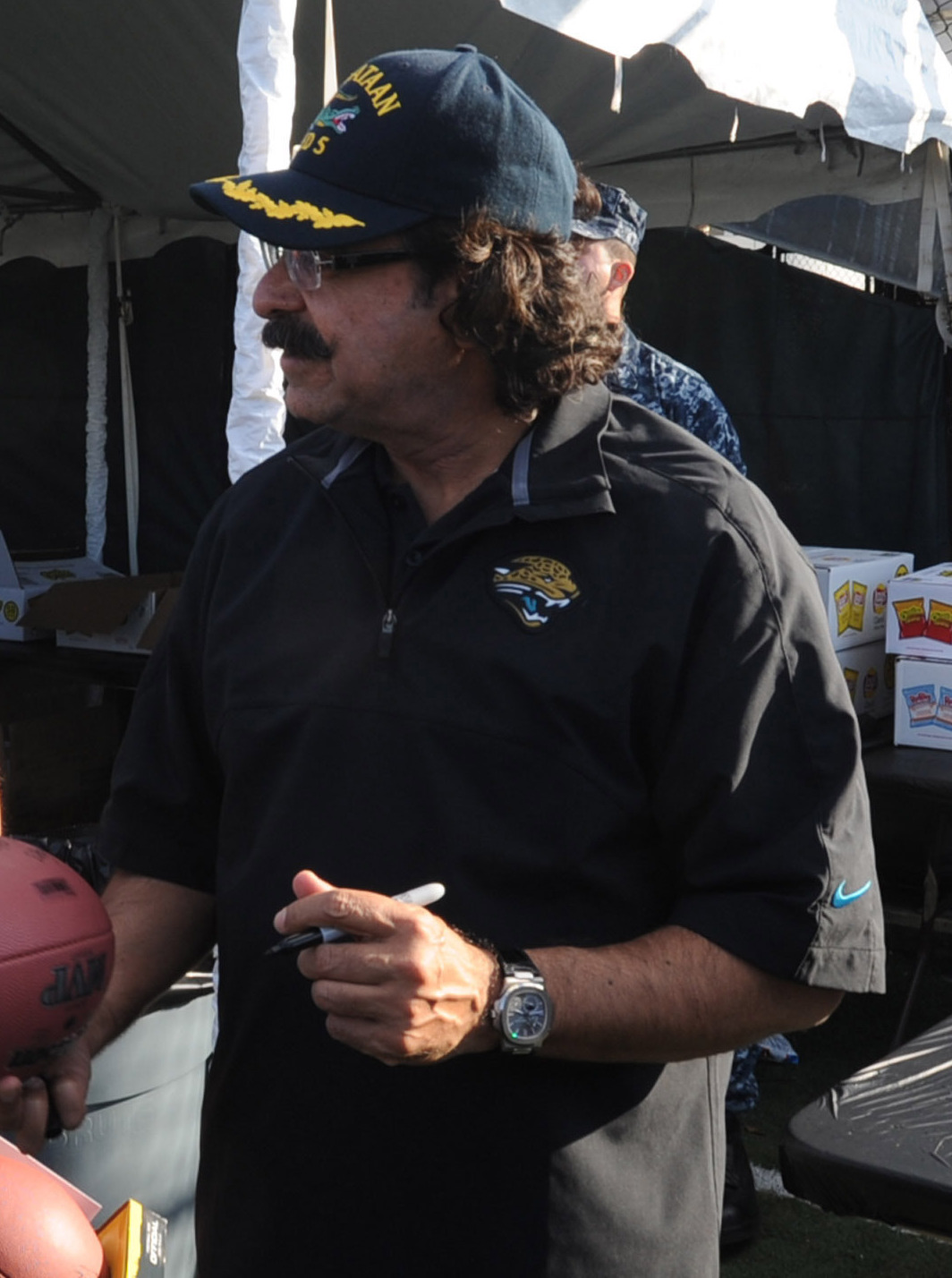
Shahid Khan erwarb die Jaguars 2012

Nach der Entlassung von Del Rio wurde Defensive Coordinator Mel Tucker zum Interimstrainer ernannt. Zusätzlich wurde die Vertragsverlängerung mit General Manager Gene Smith um drei Jahre bekannt gegeben. Kurz darauf verkündete Weaver, dass er das Franchise an den Unternehmer Shahid Khan verkauft habe. Zusätzlich wurde mit Mark Lamping der erste Teampräsident seit 1997 eingestellt.
Am 10. Januar 2012 wurde der ehemalige Offensive Coordinator der Atlanta Falcons, Mike Mularkey, als neuer Head Coach der Jaguars präsentiert. Mel Tucker wurde erneut Defensive Coordinator und der ehemalige Trainer der Quarterbacks der Falcons, Bob Bratkowski, wurde Offensive Coordinator. Die Jaguars konnten nur zwei der sechzehn Spiele gewinnen, was die schlechteste Saisonbilanz in der Franchisegeschichte darstellt. Daraufhin wurden General Manager Gene Smith und Head Coach Mike Mularkey nach der Saison entlassen.

#### NFL International Series
Am 21. August 2012 verkündeten die Jaguars, dass sie zwischen 2013 und 2016 jährlich ein Heimspiel als Teil der NFL International Series im Londoner Wembley-Stadion austragen würden. Das erste Spiel fand am 27. Oktober 2013 gegen die San Francisco 49ers statt.

### Die Gus-Bradley-Ära (2013–2016)

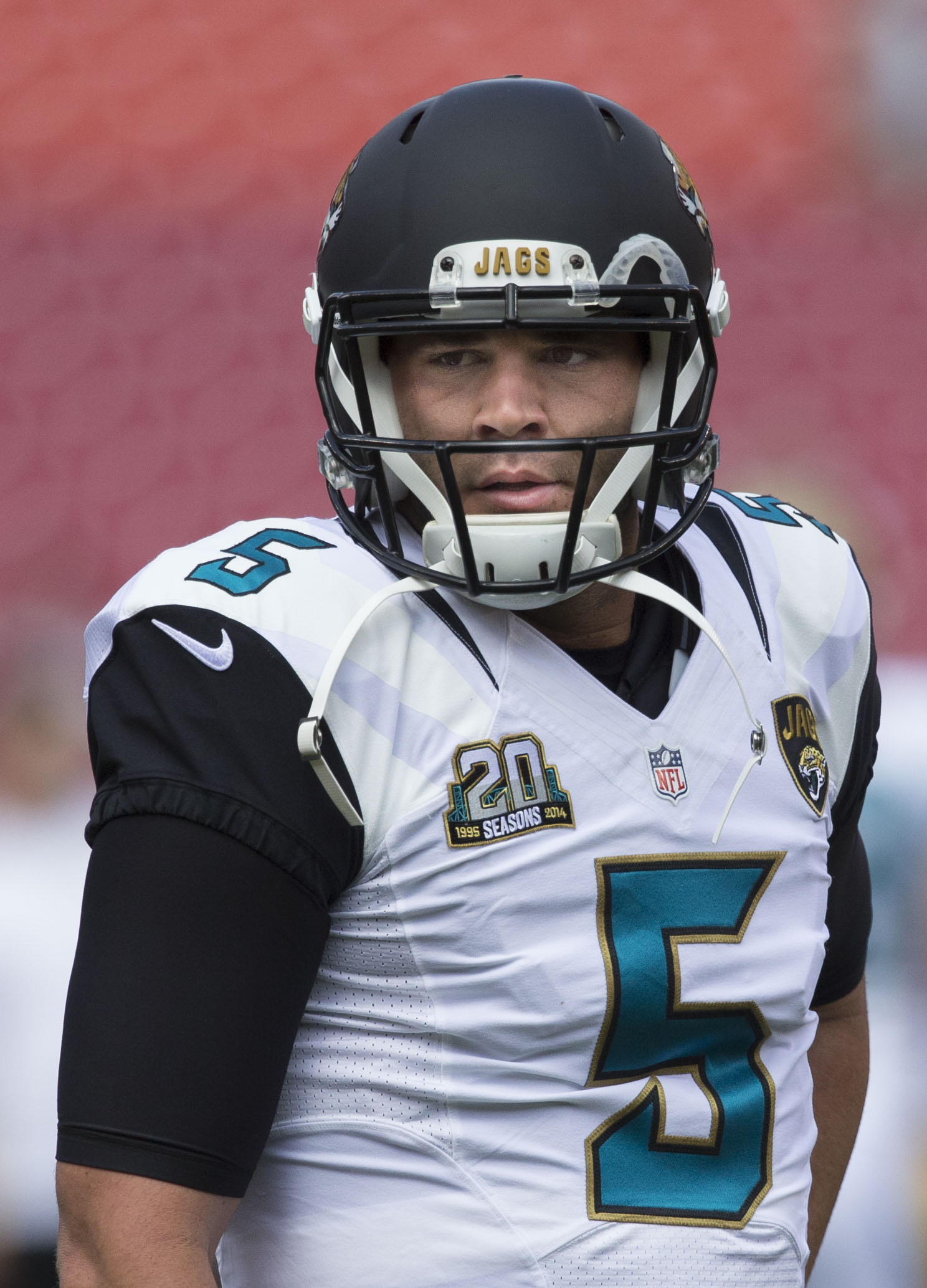
Blake Bortles war von 2014 bis 2018 Quarterback der Jacksonville Jaguars.

Am 8. Januar 2013 wurde der ehemalige Spielerbeauftragte der Atlanta Falcons, David Caldwell, als zweiter General Manager in der Geschichte der Jaguars eingestellt. Seine erste Aufgabe war es, einen neuen Head Coach zu finden. Neun Tage später wurde der ehemalige Defensive Coordinator der Seattle Seahawks, Gus Bradley, als neuer Head Coach der Jaguars vorgestellt. Nachdem die Jaguars die ersten acht Spiele verloren, gewannen sie im November das erste Spiel unter Bradley.
Während die Jaguars die Saison mit vier Siegen bei zwölf Niederlagen beendeten, tauschten sie Blaine Gabbert zu den San Francisco 49ers und erhielten im Gegenzug einen Sechstrunden-Pick für den NFL Draft 2014. Maurice Jones-Drew verließ die Jaguars nach sieben Jahren in Richtung Oakland.
In der ersten Runde des NFL Draft 2014 wählten die Jaguars Quarterback Blake Bortles von der University of Central Florida und Wide Receiver Marqise Lee von der University of Southern California in der zweiten Runde. Die Neuzugänge sollten dem Team mehr Vertrauen und Erfolg bringen. Das Franchise aus Jacksonville beendete die Saison mit 3 Siegen und 13 Niederlagen.
Die Saison 2015 begann für die Jaguars mit einigen Spielerwechseln. So gaben die Jaguars etwa ihren langjährigen Kicker Josh Scobee an die Pittsburgh Steelers ab, holten sich aber auch Star-Tight-End Julius Thomas. Am 13. Dezember 2015 konnten sie beim 51:16-Sieg gegen die Indianapolis Colts erstmals in einem Regular-Season-Spiel mehr als 50 Punkte erzielen. Trotz dieses Erfolges konnten die Jaguars nur 5 Spiele in dieser Saison gewinnen und verpassten deshalb erneut die Play-offs.
In die Saison 2016 gingen die Jaguars mit einem hohen Salary Cap, was sie nutzten, um sich in der Offseason noch vor dem Draft zu verstärken, unter anderem mit Chris Ivory, Tashaun Gipson, Prince Amukamara und Malik Jackson, der mit einem Vertrag über 89 Millionen US-Dollar einen Franchiserekord aufstellte. Aufgrund dessen sahen viele Experten die Jaguars als Favoriten für eine Play-off-Teilnahme. Diese Erwartungen konnten nicht erfüllt werden, weshalb Bradley nach vierzehn Spielen mit nur zwei Siegen entlassen wurde.

### Divisionsieg und Fall
Als Interims-Head-Coach wurde Doug Marrone bestimmt, der eines der restlichen beiden Spiele siegreich beendete. Nach der Saison wurde er zum Head Coach der Jaguars ernannt. 2017 konnten die Jaguars zehn Spiele gewinnen bei sechs Niederlagen, womit sie die AFC South für sich entschieden. In ihrem ersten Play-off-Spiel in Jacksonville seit 2000 gewannen sie gegen die Buffalo Bills. In der Divisional Round besiegten die Jaguars dank des starken Rookie-Runningbacks Leonard Fournette die Pittsburgh Steelers mit 45:42. Dadurch zogen sie ins AFC Championship Game ein, wo sie auf die New England Patriots stießen. Die Jaguars konnten lange Zeit dominieren und waren zu Beginn des vierten Viertels mit 20:10 in Führung. Die Jaguars konnten die Führung jedoch nicht halten und verloren letztlich mit 20:24.
2018 konnte die Defense der Jaguars zwar deutlich weniger Sacks und Turnover als in der Vorsaison erzielen, dennoch war sie weiterhin eine der besten der Liga. Die Offense der Jaguars konnte jedoch wegen des verletzungsbedingten Ausfalls von Fournette und schlechter Leistungen von Quarterback Bortles, der von Woche 13 bis 16 zum Backup degradiert wurde, nur Platz 27 in der Liga einnehmen. Die Mannschaft beendete die Saison daher mit nur fünf Siegen als Letzter in der Division. Nach Saisonende entließen die Jaguars Bortles. Als sein Nachfolger wurde Nick Foles von den Philadelphia Eagles für vier Jahre und 88 Millionen US-Dollar verpflichtet. Foles verletzte sich jedoch bereits am ersten Spieltag der Saison 2019, woraufhin der Rookie Gardner Minshew übernahm. Mitte der Saison übernahm Foles wieder, wurde aber bereits nach wenigen Spielen wieder zugunsten des Rookie-Quarterbacks gebenched. Sportlich konnten die Jaguars gut starten, verpassten aber nach einer schlechten zweiten Saisonhälfte – so verloren sie als erstes Team seit 1986 fünf Spiele in Folge mit mehr als 17 Punkten Rückstand – mit sechs Siegen und zehn Niederlagen klar die Play-offs. Dennoch hielten die Jaguars sowohl an ihrem Head Coach als auch an ihrem General Manager fest. Nach der Saison trennten sich die Jaguars bereits wieder von Foles, den sie zu den Chicago Bears tauschten.
Vor der Saison 2020 trennten sich die Jaguars neben Foles auch von den Starspielern Calais Campbell, A. J. Bouye, Leonard Fournette und Yannick Ngakoue. Die Jaguars gewannen zwar ihr erstes Saisonspiel, verloren aber alle weiteren, in welchen sie drei verschiedene Quarterbacks starten ließen. Mit dem schlechtesten Saisonabschluss der Liga erlangten die Jaguars erstmals das Auswahlrecht für den Gesamtersten im Draft in der Franchisegeschichte. Im NFL Draft 2021 wählten sie Trevor Lawrence als Gesamtersten. Caldwell wurde als General Manager nach zehn Niederlagen in Folge entlassen, Interimstrainer wurde der vorherige Personalleiter der Profiabteilung Trent Baalke. Auch Marrone wurde zum Saisonende entlassen und durch Urban Meyer ersetzt.

## Stadion und Zuschauer
| Saison      | Zuschauerschnitt (Heimspiele) | Gesamtzuschauer (Heimspiele) |
| ----------- | ----------------------------- | ---------------------------- |
| Saison 1995 | 69.352                        | 554.814                      |
| Saison 1996 | 66.692                        | 533.533                      |
| Saison 1997 | 69.693                        | 557.547                      |
| Saison 1998 | 70.184                        | 561.472                      |
| Saison 1999 | 67.601                        | 540.805                      |
| Saison 2000 | 60.314                        | 482.510                      |
| Saison 2001 | 60.443                        | 483.542                      |
| Saison 2002 | 56.277                        | 450.216                      |
| Saison 2003 | 56.213                        | 449.700                      |
| Saison 2004 | 69.433                        | 555.464                      |
| Saison 2005 | 65.690                        | 525.519                      |
| Saison 2006 | 66.858                        | 534.866                      |
| Saison 2007 | 65.301                        | 522.410                      |
| Saison 2008 | 65.167                        | 521.338                      |
| Saison 2009 | 49.651                        | 397.214                      |
| Saison 2010 | 63.032                        | 504.262                      |
| Saison 2011 | 62.331                        | 498.655                      |
| Saison 2012 | 64.984                        | 519.872                      |
| Saison 2013 | 62.893                        | 503.140                      |
| Saison 2014 | 65.542                        | 524.335                      |
| Saison 2015 | 64.284                        | 514.268                      |
| Saison 2016 | 64.651                        | 517.206                      |
| Saison 2017 | 64.303                        | 514.427                      |
| Saison 2018 | 66.674                        | 466.719                      |
| Saison 2019 | 63.085                        | 504.686                      |
| Saison 2020 | 15.919                        | 127.355                      |

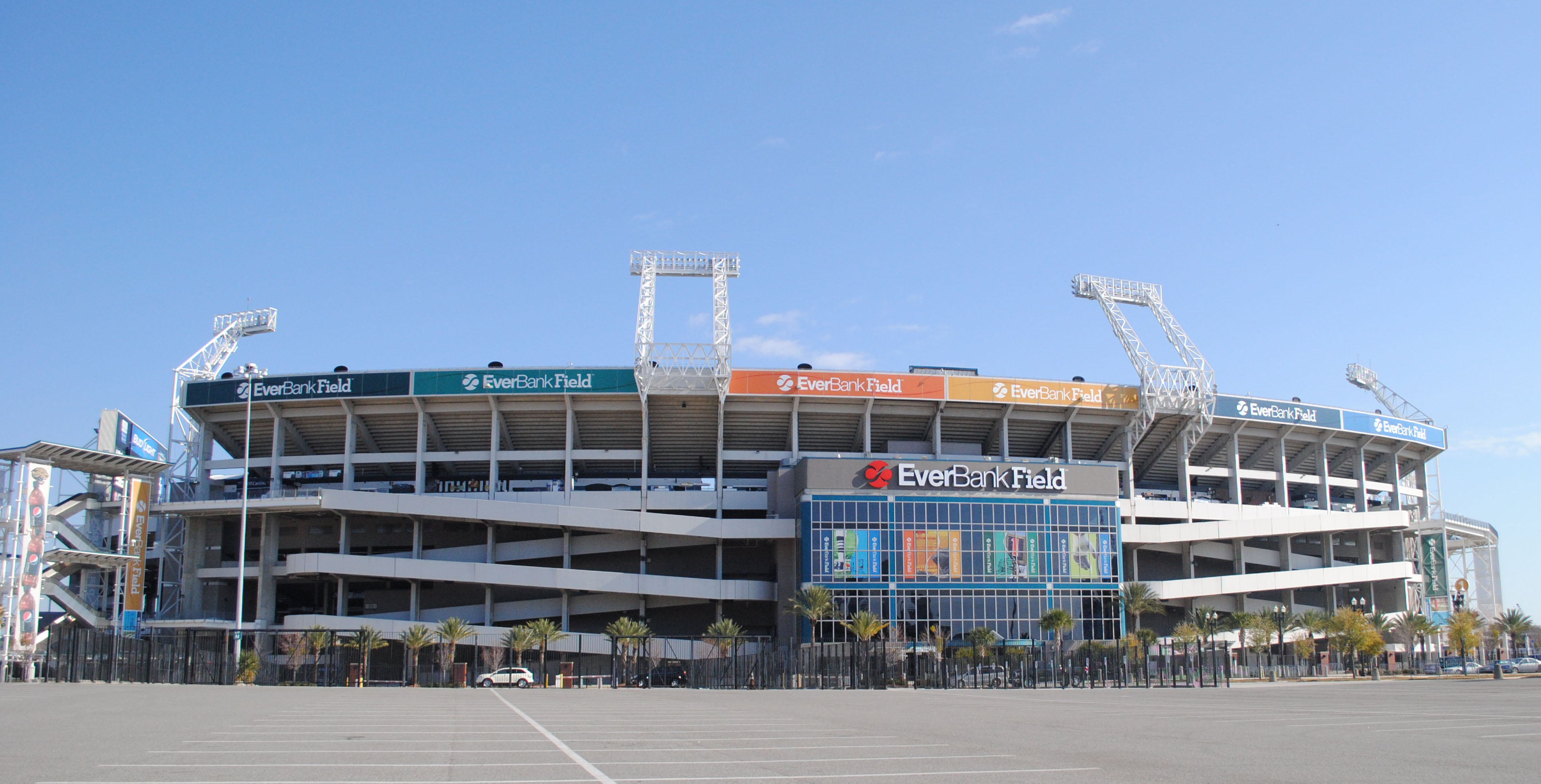
TIAA Bank Field

Bei der Gründung der Jaguars spielten sie im neugebauten Jacksonville Municipal Stadium. Nachdem Alltel 1997 die Namensrechte für zehn Jahre erworben hatte, wurde die Umbenennung in Alltel Stadium bekanntgegeben. Nach Ablauf der Namensrechte wurde das Stadion zur Saison 2007 in Jacksonville Municipal Stadium zurück benannt. Am 26. Juli 2010 wurde bekannt gegeben, dass EverBank sich die Namensrechte für fünf Jahre gesichert hat. Nach der Übernahme von EverBank durch TIAA trägt das Stadion seit 2018 die Bezeichnung TIAA Bank Field.
Trainiert wird auf den Florida Blue Health & Wellness Practice Fields nahe dem TIAA Bank Field.
Das TIAA Bank Field, das für 144,5 Millionen US-Dollar gebaut wurde, hat einen Wert von 139 Millionen US-Dollar. Die Kapazität des TIAA Bank Field beträgt 67.246 Zuschauer. Gespielt wird im TIAA Bank Field auf Kunstrasen, während sie im Wembley-Stadion auf einer Mischung aus Kunst- und Naturrasen spielen.
Die Zuschauerauslastung liegt bei Heimspielen zwischen 90 und 95 Prozent und damit im unteren Mittelfeld der NFL. Die geringste Auslastung war in der Saison 2009, wo lediglich 73,9 Prozent der Tickets verkauft wurden, dem zweitniedrigsten Wert der NFL. Einzig in der Saison 2020 lag sie mit 23,5 %. Grund dafür war jedoch die staatliche Limitierung auf 25 % wegen der COVID-19-Pandemie.
Seit 2013 tragen die Jaguars im Rahmen der NFL International Series jährlich ein Heimspiel im Wembley-Stadion aus.

## Logo
Als erstes Logo der Jacksonville Jaguars wurde ein goldener springender Jaguar präsentiert. Ford Motor Company, damalige Muttergesellschaft von Jaguar Cars, glaubte jedoch, dass das Logo dem des Automobilherstellers zu ähnlich sei und strengten eine Klage gegen das Franchise an. Beide Parteien einigten sich außergerichtlich darauf, dass die Jaguars ein neues Logo entwickeln würden und Jaguar Cars Fahrzeugpartner werde.
Das neue Logo zeigte den Kopf eines fauchenden Jaguars mit bläulich-grüner Zunge. Während des ersten Spieles der Jaguars wurden an die Fans Lutscher ausgeteilt, welche die Zunge bläulich-grün färbten.
2009 verkündete Weaver, er wolle den Markenauftritt der Jaguars aufräumen. Dies beinhaltete den Verzicht auf das Logo mit dem Körper des Jaguars, das Logo mit einer ausschlagenden Pfote eines Jaguars und das zweier Logos mit gebogener Schrift.
Im Februar 2013 änderte Franchise-Besitzer Shahid Khan den Markenauftritt, ein neues Logo, eine neue Wortmarke und ein neues Sekundärlogo wurden eingeführt. Das neue Logo zeigte weiterhin einen Jaguarkopf, das Design soll jedoch realistischer und furchterregender sein. Das neue Sekundärlogo zeigt den Jaguarkopf, über dem das Wort Jags steht, was die erste offizielle Nutzung des Spitznamens war. Die beiden Logos sind in Schildform gestaltet, was eine Hommage an die militärische Gemeinschaft von Jacksonville sein soll.
Zum 25-jährigen Jubiläum führten die Jaguars 2019 ein neues Logo ein. Es zeigt ein türkises Schild mit der Zahl 25 hinter der Silhouette der Skyline Jacksonsvilles.

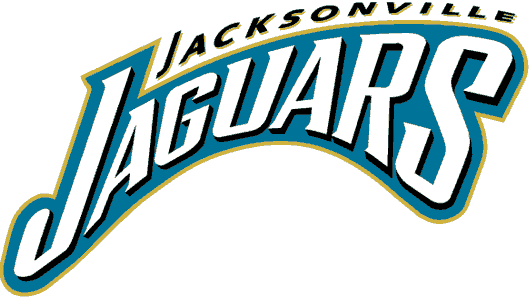
Wortmarke der Jaguars von 1995 bis 1998
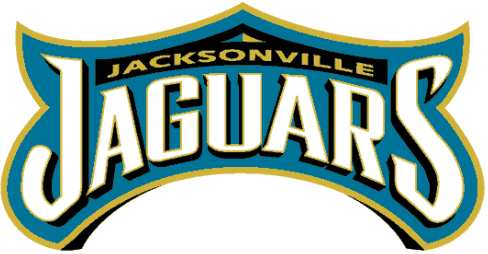
Wortmarke der Jaguars von 1999 bis 2008
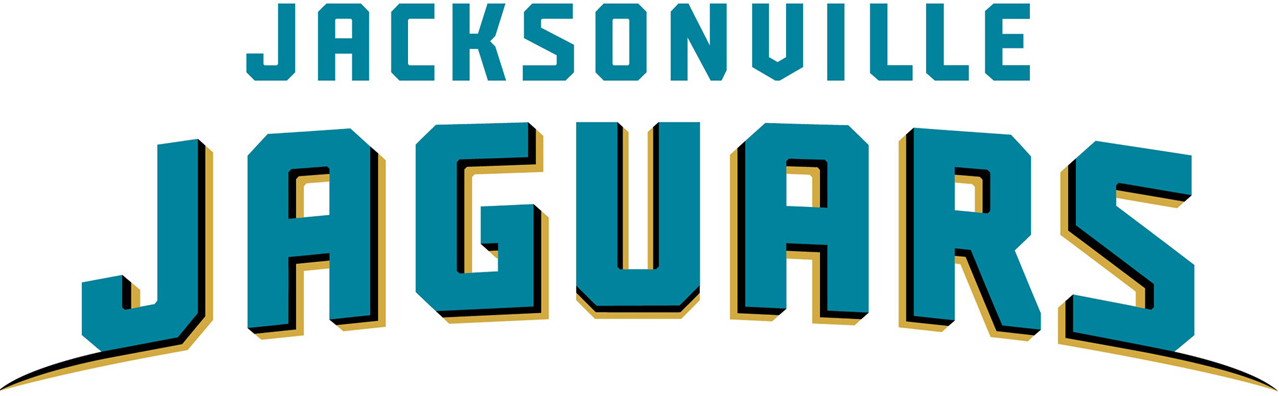
Wortmarke der Jaguars von 2009 bis 2012
Wortmarke der Jaguars seit 2013

## Uniform
In den meisten Saisons nutzen die Jaguars bei Heimspielen einen Vorteil, den die Mehrheit der Teams nutzen, die in den Subtropen spielen: Sie tragen bei Heimspielen weiße Trikots in der ersten Saisonhälfte, sodass die Gegner gezwungen werden, dunkle Uniformen zu tragen, was bei den warmen Herbsttemperaturen in Jacksonville einen Vorteil bringt. Die einzigen Ausnahmen waren die Saison 2004 und die Saisons 2009 bis einschließlich 2011, als sich die Jaguars dazu entschieden, blaugrüne Heimuniformen zu tragen. Da Preseason-Spiele abends stattfinden, spielen die Jaguars bei diesen Heimspielen normalerweise in blaugrüner Uniform, da die Trikotfarbe abends kaum noch Einfluss auf das Temperaturempfinden hat.

### 1994
Am Tag nachdem die NFL an Jacksonville ein Expansion Team vergab, präsentierte Wayne Weaver auf dem NFL-Franchise-Besitzertreffen die erste Uniform der Jaguars, welche einen silbernen Helm und grünblaue Trikots vorsah. Die Teamfarben waren blaugrün, gold und silber. Da sich das Design nach dem auf Trikot und Helm abgebildeten Logo richtete, wurde nach der Einigung mit Ford ein neues Design nötig.

### 1995–2001
Nach dem Wechsel des Logos wurden neu gestaltete Uniformen vorgestellt. Die Jaguars entschieden sich für schwarze Helme, weiße Hosen mit aquamarinen, schwarzen und goldenen Streifen sowie goldene Zahlen, welche schwarz umrandet waren. Das Heimtrikot war blaugrün mit weißen Ziffern, das Auswärtstrikot war weiß mit blaugrünen Zahlen. Beide Trikots hatten einen schwarzen Kragen.
Ein schleichender Jaguar ersetzte an beiden Ärmeln das alte Logo.
Kleinere Modifikationen wurden mit der Zeit vorgenommen; so wurden die Schriftart geändert und zwei Ärmelstreifen hinzugefügt.

### 2002–2008

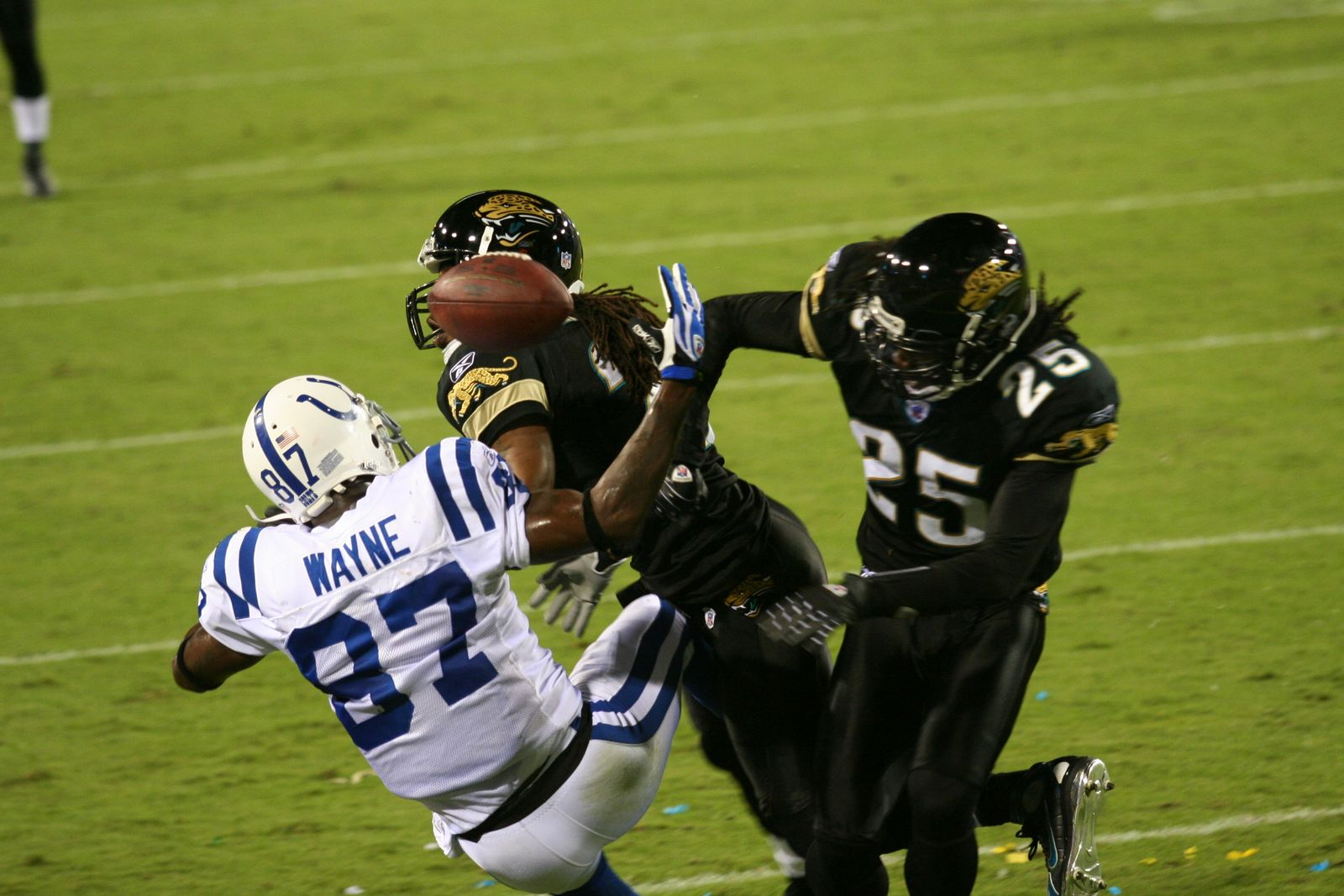
Die schwarze Uniform von 2007

Im Jahr 2002 führten die Jaguars neue schwarze Alternativtrikots und zusätzlich eine schwarze Alternativhose ein, welche zu allen drei Trikots getragen wurde. Die Hosen hatten auf jeder Seite zwei blaugrüne Längsstreifen. Die Jaguars entschieden 2004, mehr schwarze Farbe auf ihren Trikots zu verwenden. Zuvor hatten die weißen Auswärtstrikots eine grünblaue Schrift, welche in schwarz und gold umrandet war, nach den Änderungen eine schwarze Schrift mit blaugrüner und goldener Umrandung. Auch an den schwarzen Hosen wurden Veränderungen vorgenommen, so wurden die Streifen an beiden Seiten durch das Logo der Jaguars ersetzt. Die Farbe blaugrün verschwand fast gänzlich von den Uniformen.
Die Streifen auf den weißen Hosen wurden im Jahr 2008 verändert, sodass der mittlere Streifen der dickste und schwarz war, während die dünneren Streifen blaugrün waren. Im Jahr 2008 wurde der goldene Farbton der Uniformen durch einen beigen ersetzt.

### 2009–2011

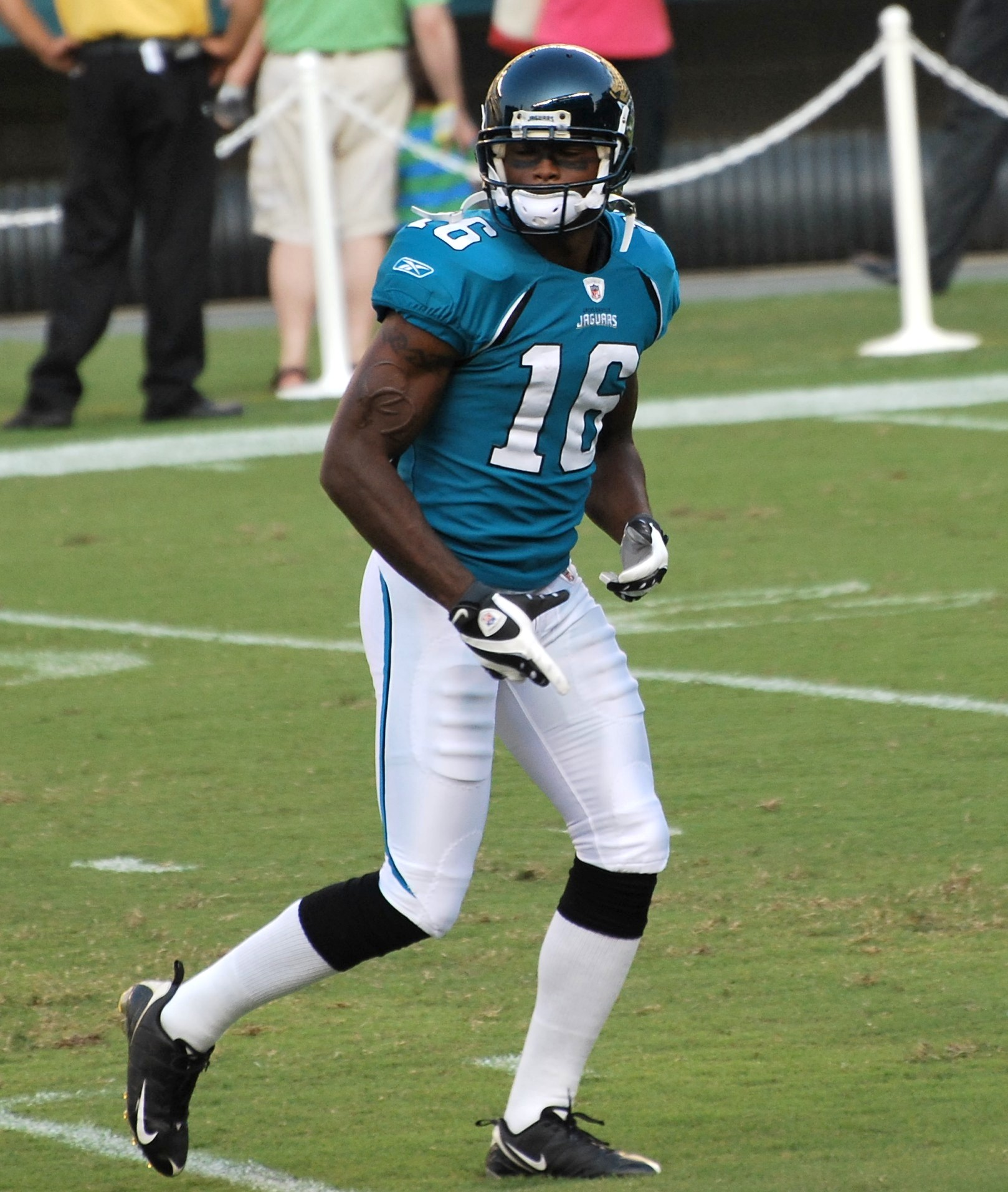
Uniform von 2009

Für die Saison 2009 wechselten die Jaguars das Design der Uniform. Besitzer Wayne Weaver wollte „aufräumen“, da er der Meinung war, es gäbe zu viele verschiedene Designs. Die neuen Uniformen wurden auf einer Pressekonferenz am 22. April 2009 vorgestellt.
Dort wurde bekannt gegeben, künftig alle Heimspiele im blaugrünen Trikot und weißer Hose zu spielen. Die weißen Trikots wurden zusammen mit einer schwarzen Hose bei Auswärtsspielen getragen. Zusätzlich wurde der Jaguar von den Trikots entfernt und die Schriftart erneut geändert. Hinzugefügt wurden die Wortmarke unter dem NFL-Logo, welches alle Teams auf der Brust tragen müssen, und zwei Streifen auf jeder Seite, welche, ausgehend vom Kragen, sich über die Brust zum Rücken hin ziehen. Bei den Heimtrikots waren die Streifen schwarz und weiß, bei den Auswärtstrikots schwarz und blaugrün. Gold wurde von den Jaguars nur noch im Logo auf dem Helm verwendet, an dem die größte Änderung vorgenommen wurde. Der Helm und die Facemask blieben zwar schwarz, bei Auftreffen von Licht in einem bestimmten Winkel funkelten diese jedoch in einem blaugrünen Farbton. In das Logo und etwaige Aufkleber wurde dieser Effekt ebenfalls eingebaut. Es waren die ersten Helme in der NFL, deren Farben vom Winkel des einfallenden Lichts abhängig war.

### 2012
Vor Beginn der Saison 2012 gab der neue Besitzer der Jaguars, Shahid Khan, bekannt, er wolle schwarze Trikots einführen, eine Farbe, die zuletzt 2008 genutzt wurde. Im September des gleichen Jahres wählten die Jaguars schwarze Trikots und schwarze Hosen als Heimuniform und die blaugrüne Uniform als Alternativuniform.

### 2013–2017

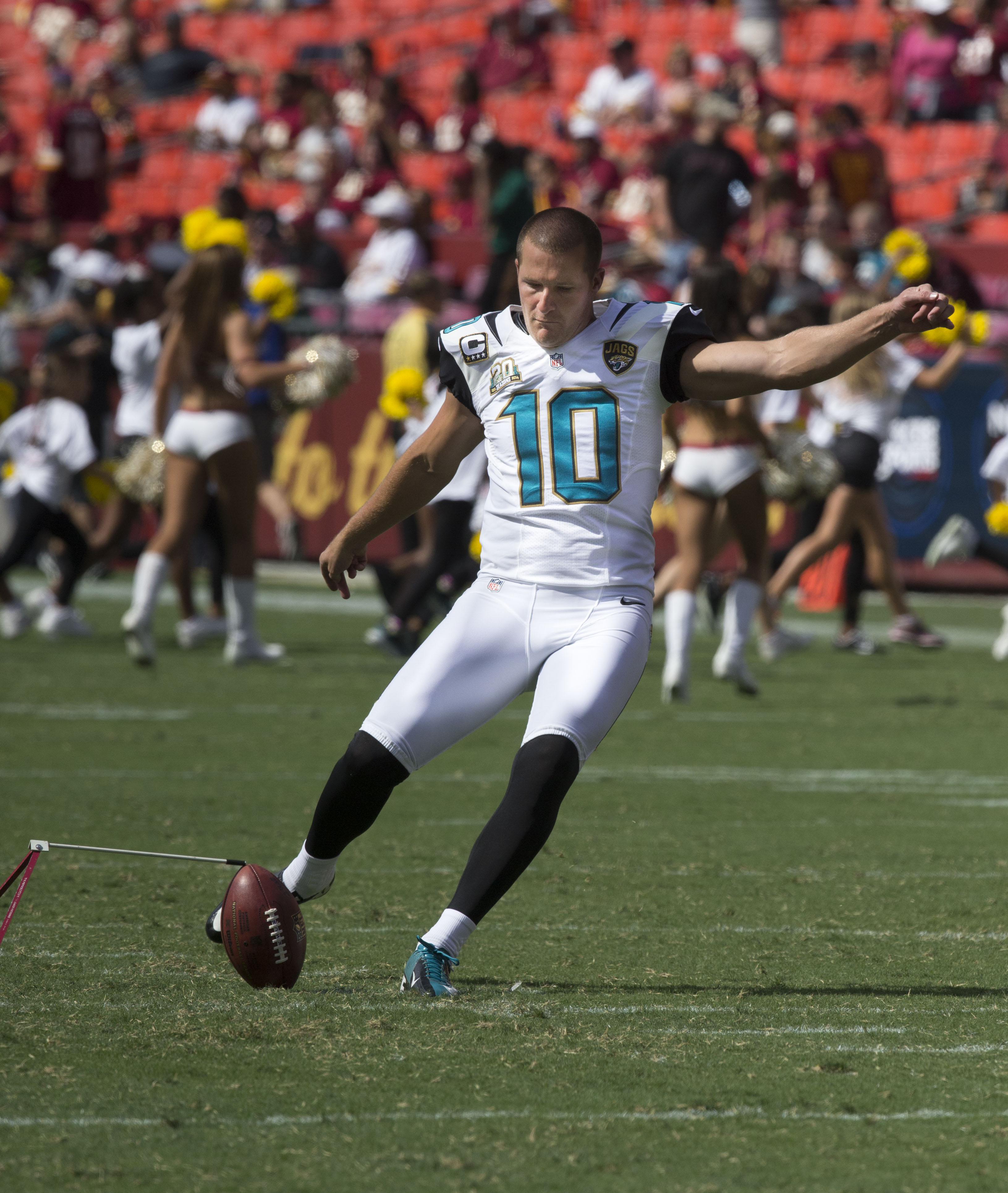
Die weiße Uniform von 2014

Am 23. April 2013 stellten die Jaguars die von Nike neu designten Uniformen vor. Das Heimtrikot ist schwarz mit weißen Ziffern in blaugrün und gold umrissen. Das Auswärtstrikot ist weiß mit blaugrüner Schrift in Schwarz und Gold umrissen. Es war das erste Mal seit 2003, dass das Team blaugrüne Nummern auf ihrem Auswärtstrikots verwendete. Die alternativen Trikots sind blaugrün mit schwarzer Schrift, welche mit weiß und gold umrandet sind. Es ist das erste Mal, dass die Jaguars eine schwarze Schrift verwenden. Alle drei Trikots haben einen Kontraststreifen um die Halsöffnung und halbglänzende Streifen auf den Schultern, welche Kratzspuren ähneln sollen. Auf allen Trikots ist das Logo über dem Herzen angebracht.
Der Helm hat auf der Hinterseite ein glänzendes Gold, was in der Mitte des Helmes in ein schwarzes Matt wechselt. Es ist der erste Helm in der NFL-Geschichte, welcher ein derartiges Design hat. Die Hose für die Auswärtsuniform ist weiß, für die Heim- und Alternativuniform sind schwarze Hosen vorgesehen. An allen Hosen ist an der Hüfte ein Aufnäher des Teamlogos angebracht und sowohl links als auch rechts ist ein dreifarbiger Seitenstreifen angebracht.
ESPN nannte die Trikots 2013 und 2015 die hässlichsten des US-amerikanischen Profisports, was insbesondere dem Helmdesign geschuldet war.

### Seit 2018
Am 19. April 2018 stellten die Jaguars ihre neuen Uniformen vor. Der Helm war nun schwarz gehalten, mit dem primären Logo auf beiden Seiten. Als primäres Trikot wurde ein schwarzes Trikot mit blaugrünen Kragen und Ärmelenden, für das Alternativtrikot wurden beide Farben miteinander getauscht. Das weiße Trikot ist einfarbig gehalten. Beim primären und alternativen Trikot sind die Trikotnummern weiß, beim weißen Trikot schwarz. Die Schriftart der Nummern wurde neu designt und auf eine Umrandung verzichtet. Alle Trikots können mit schwarzer Hose getragen werden, das weiße und blaugrüne auch jeweils mit der gleichfarbigen Hose. Die Socken sind oben schwarz, unten weiß und durch einen blaugrünen gebogenen Streifen, ein Novum in der NFL, farblich getrennt.
Am 17. Februar 2021 gaben die Jaguars bekannt, die blaugrüne Uniform zukünftig als Primäruniform und die schwarze Uniform als Alternative zu verwenden.

## Spieler

### Aktueller Kader
| Abkürzungen der Spieler-Positionen im American Football | Abkürzungen der Spieler-Positionen im American Football |
| ------------------------------------------------------- | --- |
| Offense                                                 | QB – Quarterback \| RB – Runningback \| FB – Fullback \| TE – Tight End \| E/WR – Wide Receiver \| T – Tackle \| G – Guard \| C – Center |
| Defense                                                 | DT – Defensive Tackle \| DE – Defensive End \| NT – Nose Tackle \| LB – Linebacker \| ILB – Inside Linebacker \| MLB – Middle Linebacker \| OLB – Outside Linebacker \| CB – Cornerback \| NB – Nickelback \| FS – Free Safety \| SS – Strong Safety |
| Special Teams                                           | K – Kicker \| P – Punter \| KS – Kicking Specialist \| KOS – Kickoff Specialist \| LS – Long Snapper \| RS – Return Specialist \| KOR/KR – Kick Returner \| PR – Punt Returner \| PP – Punt Protector                                                |

### Pride of the Jaguars
Der Pride of the Jaguars (deutsch: Stolz der Jaguars) ist eine spezielle Ehrung, mit der die Spieler, Trainer und Offiziellen der Jacksonville Jaguars gewürdigt werden, die sich um die Mannschaft besonders verdient gemacht haben.
Der Name wurde im Juli 2006 durch eine öffentliche Wahl getroffen, wobei Pride of the Jaguars mit 36 Prozent die meisten Stimmen bekam. Der Pride of the Jaguars wurde am 8. Oktober 2006 offiziell mit der Aufnahme des ehemaligen Left Tackles Tony Boselli eingeführt.
Am 1. Januar 2012, dem letzten Spiel vor der Übergabe an Shahid Khan, wurden der damalige Franchisebesitzer Wayne Weaver und seine Ehefrau Delores in die Ehrung aufgenommen. Am 7. Juni 2012 gaben die Jaguars bekannt, sie beabsichtigten als nächsten Spieler Fred Taylor in den Pride of the Jaguars aufzunehmen, was schließlich am 30. September 2012 erfolgte. Der langjährige Jaguars-Quarterback Mark Brunell wurde am 15. Dezember 2013 in den Pride of the Jaguars aufgenommen. Am 11. Dezember 2016 wurde Jimmy Smith als Sechster aufgenommen.

### Individuelle Auszeichnungen
Auch wenn die Nummer 71 nicht offiziell gesperrt ist, die bis zu seinem Rücktritt 2002 vom Offensive Tackle Tony Boselli als erstem gedrafteten Spieler in der Franchisegeschichte der Jaguars getragen wurde, wird die Nummer seit seinem Abgang nicht mehr vergeben. Laut Angaben des Franchise wurde die Nummer zurückgezogen.

### Jaguars in der Pro Football Hall of Fame
Mit Tony Boselli wurde 2022 der erste Spieler der Franchise in die Pro Football Hall of Fame aufgenommen.
| Pro Football Hall of Fame Mitglieder |              |          |                        |                   |
| Trikotnummer                         | Name         | Position | Für Jacksonville Aktiv | Jahr der Aufnahme |
| 71                                   | Tony Boselli | T        | 1995–2001              | 2022              |

Stand: 8. August 2022

## Trainer

### Head Coaches

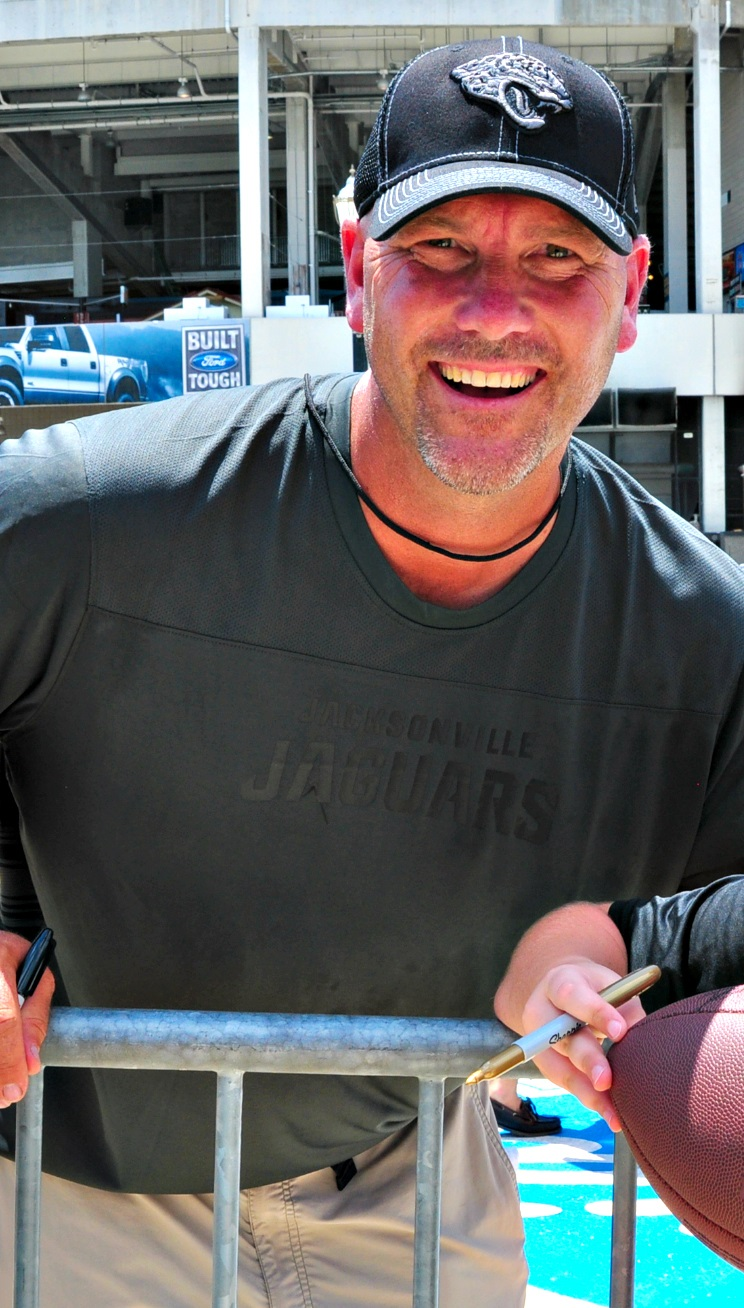
Gus Bradley war von 2013 bis 2016 der fünfte Head Coach der Jaguars.

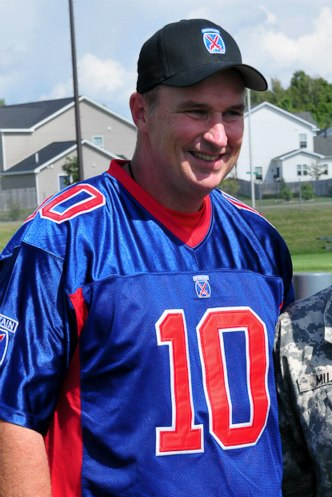
Doug Marrone war von 2017 bis 2020 der sechste Head Coach der Jaguars.

| #  | Name           | Zeitraum  | Regular Season | Regular Season | Regular Season | Regular Season | Regular Season | Play-offs | Play-offs | Play-offs | Erfolge/Auszeichnungen | Referenz |
| #  | Name           | Zeitraum  | Spiele         | S              | N              | UE             | Gewonnen%      | Spiele    | S         | N         | Erfolge/Auszeichnungen | Referenz |
| -- | -------------- | --------- | -------------- | -------------- | -------------- | -------------- | -------------- | --------- | --------- | --------- | ---------------------- | -------- |
| 1  | Tom Coughlin   | 1995–2002 | 128            | 68             | 60             | 0              | .531           | 8         | 4         | 4         |                        | [ 117 ]  |
| 2  | Jack Del Rio   | 2003–2011 | 139            | 68             | 71             | 0              | .489           | 3         | 1         | 2         |                        | [ 118 ]  |
| 3  | Mel Tucker* 1  | 2011      | 5              | 2              | 3              | 0              | .400           | –         | –         | –         |                        | [ 119 ]  |
| 4  | Mike Mularkey  | 2012      | 16             | 2              | 14             | 0              | .219           | –         | –         | –         |                        | [ 120 ]  |
| 5  | Gus Bradley* 2 | 2013–2016 | 62             | 14             | 48             | 0              | .226           | –         | –         | –         |                        | [ 121 ]  |
| 6  | Doug Marrone   | 2016–2020 | 66             | 23             | 43             | 0              | .348           | 3         | 2         | 1         |                        | [ 122 ]  |
| 7  | Urban Meyer* 3 | 2021      | 13             | 2              | 11             | 0              | .154           | –         | –         | –         |                        | [ 123 ]  |
| 8  | Darrell Bevell | 2021      | 4              | 1              | 3              | 0              | .250           | –         | –         | –         |                        | [ 124 ]  |
| 9  | Doug Pederson  | 2022–2024 | 51             | 22             | 29             | 0              | .431           | 2         | 1         | 1         |                        | [ 125 ]  |
| 10 | Liam Coen      | 2025      |                |                |                |                |                |           |           |           |                        |          |

| #         | Reihenfolge der Trainer                             |
| Spiele    | Spiele als Trainer                                  |
| S         | Siege                                               |
| N         | Niederlagen                                         |
| UE        | Unentschieden                                       |
| Gewonnen% | Siegquote                                           |
| *         | Ausschließlich bei den Jaguars als Head Coach aktiv |

## Wirtschaft

### Finanzen
|  |

In der Saison 2018 konnte das Franchise nach Schätzungen von Forbes im September 2018 Einnahmen von rund 391 Millionen US-Dollar verzeichnen, davon 59 Millionen US-Dollar durch Eintrittsgelder. In der Saison 2017 erwirtschafteten sie 255 Millionen durch Fernsehverträge. Der operative Gewinn vor Steuern liegt 2018 schätzungsweise bei 63 Millionen US-Dollar. Auf die Gehaltskosten der Spieler entfallen jährliche Ausgaben von 226 Millionen Dollar.
Der durchschnittliche Ticketpreis für ein Spiel im TIAA Bank Field liegt bei direktem Kauf bei 65 US-Dollar. Dies liegt unter dem Durchschnitt der NFL. Üblicherweise sind jedoch schon lange vor Beginn der Saison alle Tickets ausverkauft, weshalb viele Karten bei Ebay oder auf dem Schwarzmarkt verkauft werden, wo sie 2010 für durchschnittlich 125 % des Ursprungspreises den Besitzer wechseln.
Der Wert der Jacksonville Jaguars lag im September 2018 nach Schätzungen des Forbes Magazine bei 2,80 Milliarden US-Dollar. Sie sind damit das sechsundzwanzigwertvollste Team der NFL. Somit fand seit dem Kauf 2012 von Shahid Khan für 770 Millionen eine nominale Wertsteigerung um 364 % statt. Im Jahr 2021 ist der geschätzte Wert der Jaguars im Vergleich zum Vorjahr um rund 14 % gestiegen.

### Sponsoring
Die Jacksonville Jaguars haben fünf Hauptsponsoren: Publix, Baptist Health, Anheuser-Busch, TIAA Bank, und Verizon.
TIAA Bank betreibt dabei Name-Sponsoring, indem TIAA Bank die Namensrechte am Stadion erwarb.
Publix, Baptist Healt, Verizon und Anheuser-Busch sponsern die Jaguars durch Exklusivverträge. Im Stadion der Jaguars können nur Essen und Softdrinks bei Publix sowie Bier von Anheuser-Busch erworben werden. Verizon ist für die Unterhaltungstechnik im Stadion, wie etwa das Stadion-WLAN, als auch für die Website und die offizielle App der Jaguars verantwortlich. Für die Gesundheitsversorgung im Stadion ist Baptist Health zuständig. Mitarbeiter von Baptist Health bekommen Tickets für Heimspiele der Jaguars zu einem ermäßigten Preis.

## Fans und Außenwahrnehmung

### Cheerleading

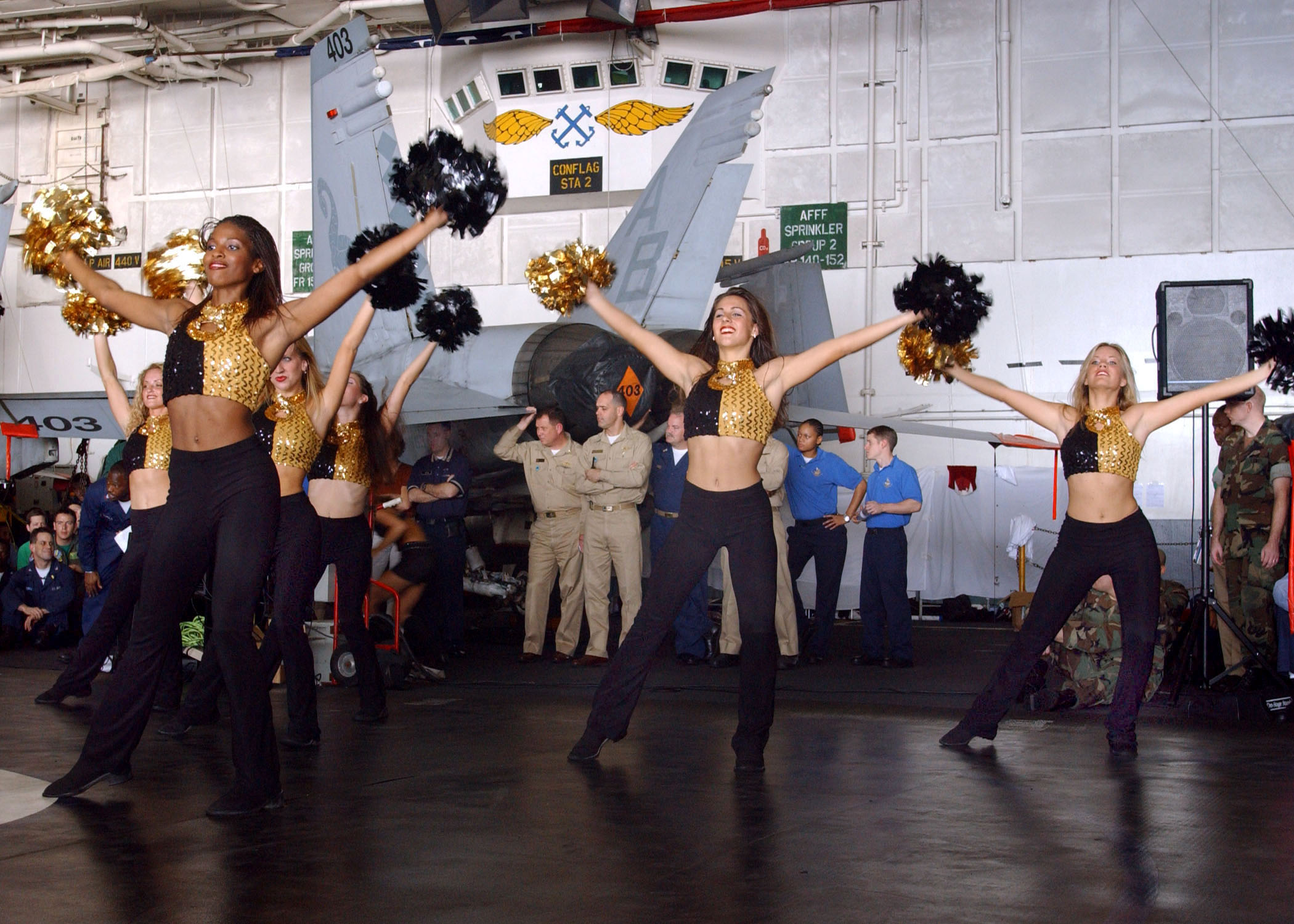
Die Cheerleader der Jacksonville Jaguars an Bord der USS Theodore Roosevelt

Die Cheerleader der Jacksonville Jaguars sind die Jacksonville Roar. Die Roars treten bei jedem Spiel der Jaguars auf und präsentieren sich während der Off-Season auf verschiedenen Veranstaltungen.
Ein Jahr nachdem Jacksonville den Zuschlag für ein neues NFL-Franchise bekam, verkündeten die Jaguars den Aufbau einer Cheerleadermannschaft. Delores Weaver, Ehefrau des ersten Besitzers der Jaguars Wayne Weaver, hatte dabei ein spezielles Interesse an den Cheerleadern. Sie engagierte sich bei der Auswahl der Cheerleader, half beim Design der Uniform und begutachtete die Tanzeinlagen.
Das Auswahlverfahren findet jeden Frühling statt, und die Mitglieder des Vorjahres, welche daran nicht erneut teilnehmen, werden ersetzt. Bewerber werden nach einem persönlichen Gespräch und der Vorführung von Tanzeinlagen ausgewählt. Der endgültige Kader wird nach drei etappenartigen Verkleinerungen ausgewählt. Die meisten Mitglieder sind Studentinnen, es gibt aber auch Nebenberufliche. Die Cheerleader trainieren mehrmals in der Woche über das ganze Jahr, mit Ausnahme des Monats März, in dem das Auswahlverfahren stattfindet. Die Bezahlung der Cheerleader, welche pro Spielteilnahme erfolgt, ist abhängig von der Erfahrung, Neulinge verdienen aber weniger als 100 US-Dollar pro Spiel.

### Maskottchen

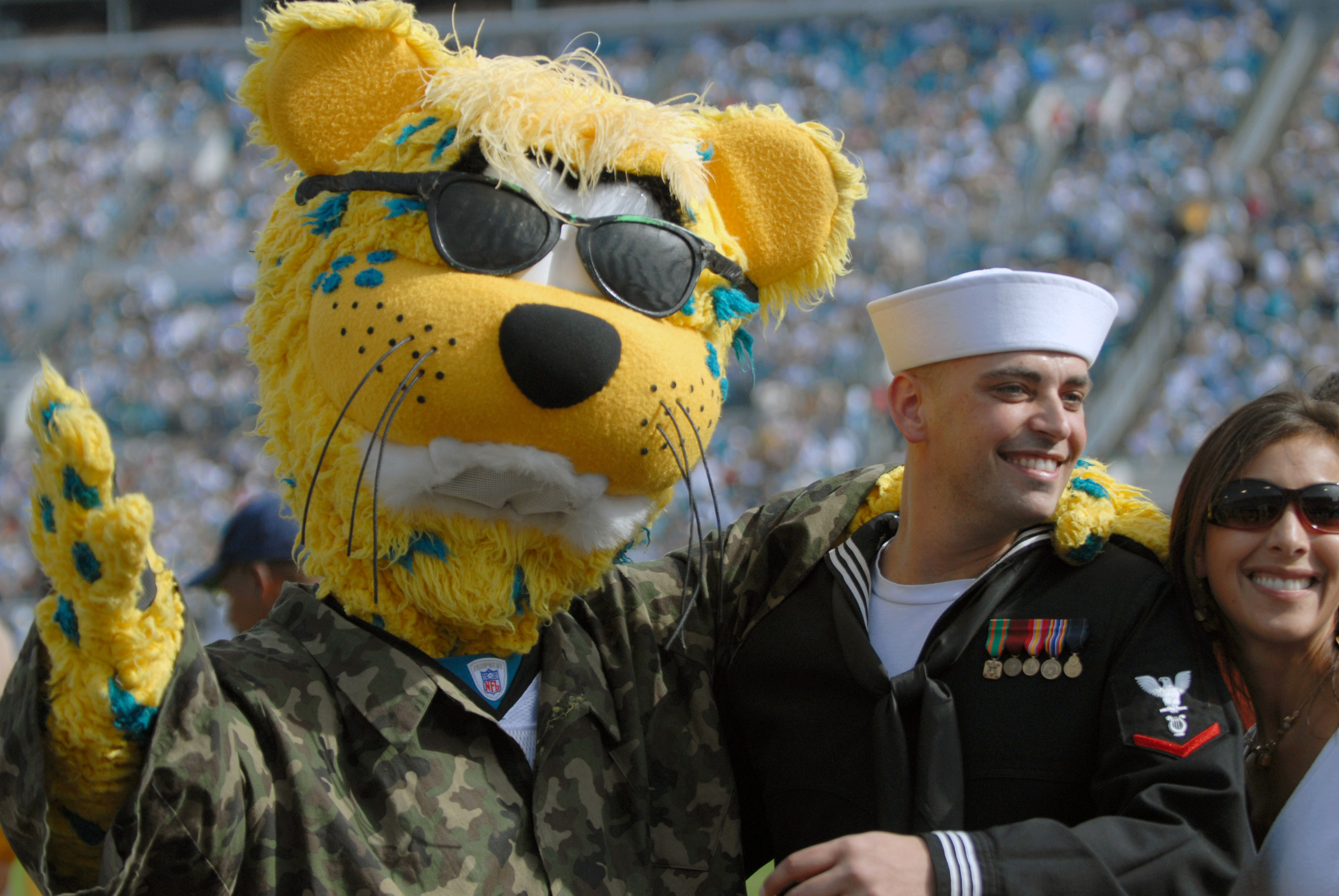
Jaxson de Ville im November 2007.

Jaxson de Ville ist das Maskottchen der Jacksonville Jaguars. Der Name Jaxson kommt von der umgangssprachlichen Bezeichnung für Jacksonville, „Jax“. Er ist ein anthropomorpher, gelber Jaguar mit blauen Flecken. Er trägt eine Sonnenbrille, ein Jaguars-Trikot, eine lange Hose und dunkle Sneakers. Auf der Rückseite des Trikots steht der Name „Jaxson“ über seiner Rückennummer, „00“, während auf der Vorderseite ein Pfotenabdruck abgebildet ist. Es werden aber auch situationsangepasste Kleidungen getragen, beispielsweise eine Militäruniform, wenn er mit einem Militär-Jeep auf das Feld gebracht wird. Jaxson betritt das Stadion auf verschiedene Arten, etwa indem er an einem Seil der Anzeigentafel herunterklettert. In den letzten Jahren wurden Jaxsons Methoden, das Stadion zu betreten, immer riskanter, so machte er einen Bungee Jump oder verwendete eine Seilrutsche, welche von einem Flutlichtmast des Stadions ausging. Am 16. Dezember 2009 blieb er während einer solchen Aktion mit nur einem Bein an einer Seilrutsche hängen und konnte erst nach drei Minuten befreit werden. Der Darsteller blieb dabei unverletzt. Das Maskottchen ist meist mit einem motorisierten Roller unterwegs, fährt aber auch gelegentlich ein Golfmobil.
Jaxson ist für Eskapaden bekannt. Er interagiert mit den Fans, den Spielern der Jaguars und teilweise mit den Spielern der gegnerischen Mannschaft. Bei Anwesenheit anderer Maskottchen spottet und scherzt er mit diesen. Nach vermehrter Kritik führte dies im Jahr 1998 zu Änderungen im NFL-Regelwerk, welche ihn dazu zwangen, ruhiger zu werden. Jedoch hielt sich Jaxson nicht daran: Nach einem Spiel am 22. Oktober 2007 gegen Indianapolis beschwerte sich Colts Präsident Bill Polian bei der NFL und Jaxson wurde erneut gerügt. Am 18. November 2007 verbrachte Jaxson während eines Heimspiels einen großen Teil in einem improvisierten Käfig und wurde nur wenige Male für kurze Zeit herausgelassen, um mit den Fans zu interagieren und seinen Roller zu fahren.
Jaxson nimmt an verschiedenen Events in und um Jacksonville, aber auch an Veranstaltungen der NFL und anderen Maskottchenevents, wie etwa der Maskottchenkongress in New York 2002, teil. Sein erster Auftritt war am 18. August 1996 und wurde bis zu seinem Rücktritt im Juni 2015 von Curtis Dvorak dargestellt.
Dieser geriet in die Kritik, nachdem er während eines Spiels der Jaguars gegen die Pittsburgh Steelers, in Anlehnung an die häufig von Steeler-Fans genutzten Terrible Towels, ein Handtuch mit der Aufschrift „Handtücher übertragen Ebola“ („Towels Carry Ebola“) hochhielt.

### Öffentlichkeitsarbeit
Die Jacksonville Jaguars Foundation wurde im Jahr 1994 eingeführt. Seitdem gab die Stiftung über 20 Millionen US-Dollar für Projekte im Großraum Jacksonville aus. Die Stiftung unterstützt viele Initiativen, wie Anti-Tabak-Programme, NFL Play 60 und betreibt Veteranenunterstützung.
Der erste Head Coach der Jaguars, Tom Coughlin, gründete 1996 die Tom Coughlin Jay Fund Foundation, die junge Krebspatienten und ihre Familien betreut und finanziell unterstützt. Die Stiftung verblieb in Jacksonville, nachdem Coughlin zu den New York Giants wechselte.

### Rivalitäten
Die Jacksonville Jaguars haben drei Hauptrivalen: die drei Divisions-Konkurrenten Tennessee Titans, Indianapolis Colts und Houston Texans. Die geographischen Rivalen sind die im selben Bundesstaat ansässigen Miami Dolphins und Tampa Bay Buccaneers. Auch eine Rivalität mit dem zweiten Expansion Team von 1995, den Carolina Panthers, liegt vor. Die Rivalitäten aus der Zeit in der AFC Central sind noch vorhanden, insbesondere mit den Pittsburgh Steelers besteht eine größere Rivalität.
| Jacksonville Jaguars | Rivale               | Duelle | Siege |
| -------------------- | -------------------- | ------ | ----- |
| Jacksonville Jaguars | Tennessee Titans 3   | 61     | 26:35 |
| Jacksonville Jaguars | Houston Texans       | 46     | 15:31 |
| Jacksonville Jaguars | Indianapolis Colts   | 48     | 20:28 |
| Jacksonville Jaguars | Tampa Bay Buccaneers | 8      | 4:4   |
| Jacksonville Jaguars | Miami Dolphins       | 11     | 5:6   |
| Jacksonville Jaguars | Pittsburgh Steelers  | 28     | 15:13 |
| Jacksonville Jaguars | Cincinnati Bengals   | 25     | 13:12 |
| Jacksonville Jaguars | Cleveland Browns     | 20     | 12:8  |

Stand: 18. Woche Saison 2024

### Fans
Eine Studie der Emory University aus dem Jahr 2013, welche die Loyalität der Fans aller NFL-Franchises bewertete, platzierte die Fans der Jaguars auf Platz 27 von 32.
Einige Fans sind im Fanclub Jacksonville Jaguars Boosters Club organisiert. Der einzige in Europa vorhandene Fanclub ist der Union Jax Fan Club aus Großbritannien mit derzeit über 35.000 Mitgliedern.

### Radio- und Fernsehübertragungen

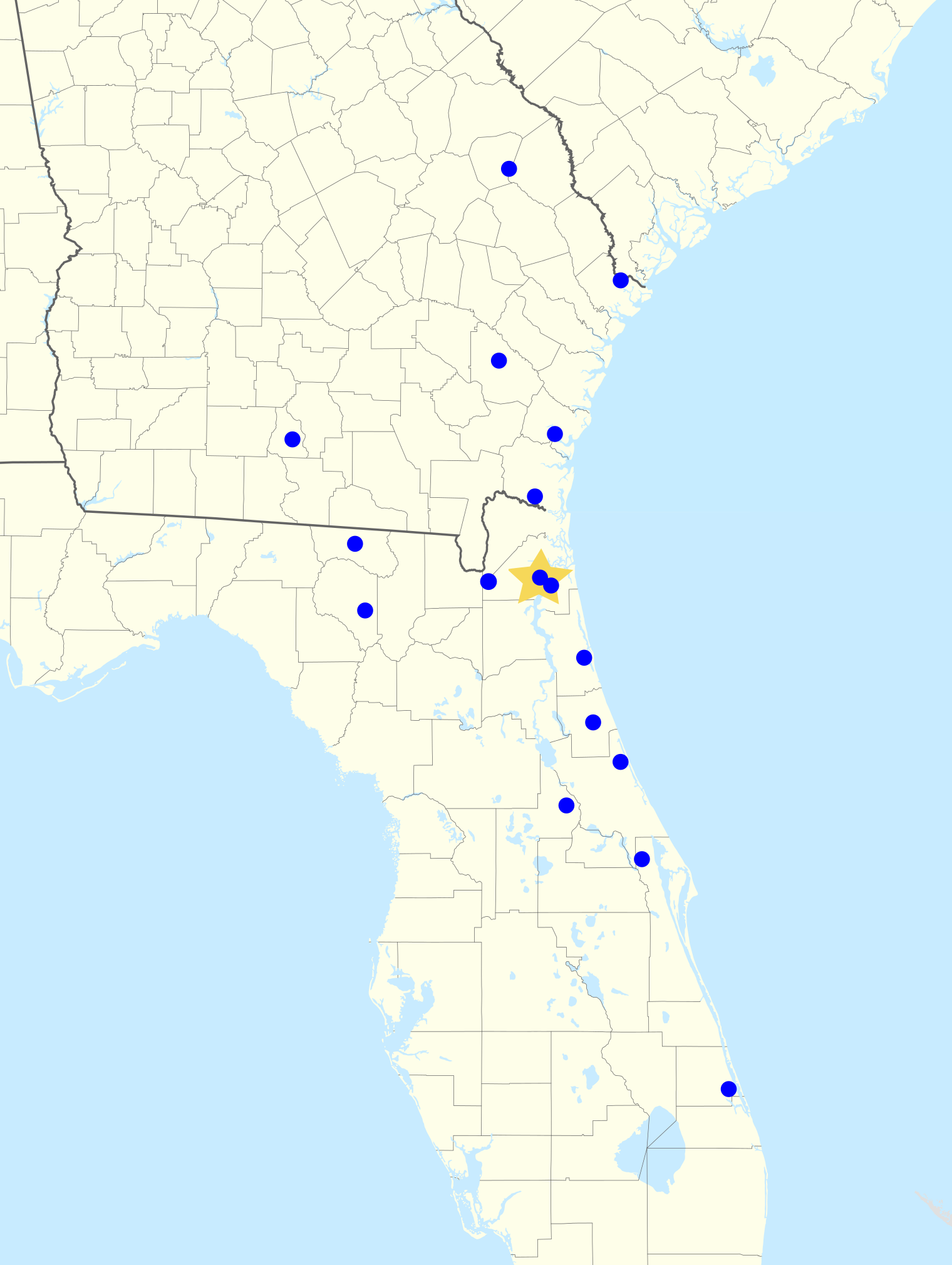
Radiostationen, welche Spiele der Jaguars übertragen

Es gibt 17 Radio- und 14 Fernsehsender, die Spiele der Jaguars übertragen. Der wichtigste Fernsehsender ist dabei WJXT, der alle Preseason-Spiele und Regular-Season-Spiele, welche von ESPN oder NFL Network übertragen werden, ausstrahlt. WOKV war von 1995 bis 2013 das Radio-Flaggschiff, bevor die Jaguars 2014 zu WJXL wechselten. Von den 17 Radiostationen liegen 6 in Georgia und 11 in Florida.

## Alle Saisons seit 1995
| Saison   | Siege | Niederlagen | Unentschieden | Platzierung    | Play-off-Ergebnis |
| -------- | ----- | ----------- | ------------- | -------------- | --- |
| 1995     | 4     | 12          | 0             | 5. AFC Central | |
| 1996     | 9     | 7           | 0             | 2. AFC Central | 30:27-Sieg gegen Buffalo Bills Wildcard 30:27-Sieg gegen Denver Broncos Divisional 6:20-Niederlage gegen New England Patriots AFC Championship      |
| 1997     | 11    | 5           | 0             | 2. AFC Central | 17:24-Niederlage gegen Denver Broncos Wildcard |
| 1998     | 11    | 5           | 0             | 1. AFC Central | 25:10-Sieg gegen New England Patriots Wildcard 24:34-Niederlage gegen New York Jets Divisional                                                      |
| 1999     | 14    | 2           | 0             | 1. AFC Central | 62:7-Sieg gegen Miami Dolphins Divisional 14:33-Niederlage gegen Tennessee Titans AFC Championship                                                  |
| 2000     | 7     | 9           | 0             | 4. AFC Central | |
| 2001     | 6     | 10          | 0             | 5. AFC Central | |
| 2002     | 6     | 10          | 0             | 3. AFC South   | |
| 2003     | 5     | 11          | 0             | 3. AFC South   | |
| 2004     | 9     | 7           | 0             | 2. AFC South   | |
| 2005     | 12    | 4           | 0             | 2. AFC South   | 3:28-Niederlage gegen New England Patriots Wildcard                                                                                                 |
| 2006     | 8     | 8           | 0             | 3. AFC South   | |
| 2007     | 11    | 5           | 0             | 2. AFC South   | 31:29-Sieg gegen Pittsburgh Steelers Wildcard 20:31-Niederlage gegen New England Patriots Divisional                                                |
| 2008     | 5     | 11          | 0             | 4. AFC South   | |
| 2009     | 7     | 9           | 0             | 4. AFC South   | |
| 2010     | 8     | 8           | 0             | 2. AFC South   | |
| 2011     | 5     | 11          | 0             | 3. AFC South   | |
| 2012     | 2     | 14          | 0             | 4. AFC South   | |
| 2013     | 4     | 12          | 0             | 3. AFC South   | |
| 2014     | 3     | 13          | 0             | 3. AFC South   | |
| 2015     | 5     | 11          | 0             | 3. AFC South   | |
| 2016     | 3     | 13          | 0             | 4. AFC South   | |
| 2017     | 10    | 6           | 0             | 1. AFC South   | 10:3-Sieg gegen Buffalo Bills Wildcard 45:42-Sieg gegen Pittsburgh Steelers Divisional 20:24-Niederlage gegen New England Patriots AFC Championship |
| 2018     | 5     | 11          | 0             | 4. AFC South   | |
| 2019     | 6     | 10          | 0             | 4. AFC South   | |
| 2020     | 1     | 15          | 0             | 4. AFC South   | |
| 2021 A 1 | 3     | 14          | 0             | 4. AFC South   | |
| 2022     | 9     | 8           | 0             | 1. AFC South   | 31:30-Sieg gegen Los Angeles Chargers Wildcard 20:27-Niederlage gegen Kansas City Chiefs Divisional                                                 |
| 2023     | 9     | 8           | 0             | 2. AFC South   | |
| 2024     | 4     | 13          | 0             | 3. AFC South   | |

Anmerkungen